# Преступность в Мьянме
Преступность в Мьянме (Бирма) в настоящее время присутствует в различных формах.

## Виды преступности

### Убийства
В 2012 году число убийств в Бирме составляло 15,2 на 100 000 человек. В 2012 году в Бирме совершено 8 044 убийства. Факторы, влияющие на высокий уровень убийств в Бирме, в том числе межобщинное насилие и вооруженные конфликты.

### Терроризм
Терроризм в Бирме состоит в основном из антиправительственных военных действий. Воинствующие сепаратисты в Индии, такие как Объединённый фронт освобождения Ассама и Объединённый фронт национального освобождения, имеют базы в Бирме, с которых они совершают нападения.

### Коррупция
Бирма — одна из самых коррумпированных стран мира. В 2012 году по индексу коррупции Transparency International страна заняла 171 место из 176 стран. Бирманское правительство предпринимает усилия для сдерживания коррупции в стране.

### Преступления против иностранных граждан
Преступление против иностранцев в Бирме имеет низкий уровень, но является растущей проблемой; в стране отмечались случаи как мелких, так и насильственных преступлений.

### Производство опиума и метамфетамина

Карта мира основных производителей опиума или героина. Регион Золотого треугольника, частью которого является Бирма.

Бирма является вторым по величине в мире производителем опиума после Афганистана, производя около 25 % мирового объёма опиума.
Бирма является крупнейшим производителем метамфетаминов в мире, причем большая часть яба находится в Таиланде, производимом в Бирме, особенно в Золотом треугольнике и северо-восточном штате Шан, который граничит с Таиландом, Лаосом и Китаем. Яба, произведенная бирманцами, как правило, доставляется в Таиланд через Лаос, а затем перевозится через северо-восточный таиландский регион Исан.
В 2010 году из Бирмы были перевезены в Таиланд 1 миллиард таблеток. В 2009 году китайские власти изъяли более 40 миллионов таблеток, которые незаконно вывезены из Бирмы. Этнические ополченцы и повстанческие группировки (в частности, армия штата США) несут ответственность за большую часть этого производства; однако бирманские военные подразделения, как считается, активно участвуют в торговле наркотиками.
Известность крупных торговцев наркотиками позволила им проникнуть в другие сектора бирманской экономики, включая банковскую, авиационную, гостиничную и инфраструктурную отрасли. Их инвестиции в инфраструктуру позволили им получать больше прибыли, способствовать незаконному обороту наркотиков и отмыванию денег.

### Проституция
Проституция в Бирме является противозаконной социальной проблемой, которая особенно затрагивает женщин и детей.
Бирма является основным источником проституток (по оценкам, 20 000—30 000 человек) в Таиланде, причем большинство женщин, вывозимых с торговлей людьми, отправляются в Ранонг, район, граничащий с Бирмой на юге, и Мае Сай, который находится на восточной оконечности Бирмы. Аналогичная ситуация наблюдается в Юньнани, Китай, особенно в приграничном городе Руили. Большинство бирманских проституток в Таиланде принадлежат к этническим меньшинствам.
60 % бирманских проституток моложе 18 лет. Внутренняя торговля женщинами в целях проституции происходит из сельских деревень в городские центры, военные лагеря, приграничные города и рыбацкие деревни.

### Военные преступления
Совет по правам человека Организации Объединённых Наций обратился с просьбой провести расследование возможных нарушений прав человека или военных преступлений в стране.